# Hans-Rudolf Früh
Hans-Rudolf Früh, né le 23 avril 1936, est un homme politique suisse, membre du Parti radical-démocratique.
Le 1er décembre 1975, Früh est élu au Conseil national pour représenter canton d'Appenzell Rhodes-Extérieures. Après plus de vingt ans de politique au Palais fédéral, il quitte le parlement le 3 décembre 1995.